# Eoin Jess
Eoin Jess (født 13. december 1970 i Portsoy, Skotland) er en tidligere skotsk fodboldspiller, der spillede som midtbanespiller. Han var på klubplan primært tilknyttet Aberdeen F.C. i hjemlandet, men spillede også for blandt andet engelske Nottingham Forest og Northampton.
Jess blev desuden noteret for 18 kampe og to scoringer for Skotlands landshold. Han deltog ved EM i 1996 i England.